# Gennaro Simini
Gennaro Alfonso Simini, in albanese Xhenaro Simini o talvolta Jasemini (Monteroni di Lecce, 6 dicembre 1812 – Scutari, 9 aprile 1880), è stato un patriota e medico italiano.

## Biografia
Nacque il 6 dicembre 1812 a Monteroni di Lecce in una famiglia benestante da Giacinto Simini e Arcangela Guarino. Compiuti gli studi primari a Lecce, si iscrisse presso l'Università degli Studi di Napoli Federico II, laureandosi in lettere e filosofia nel 1834 e poi in medicina e chirurgia nel 1836; dopo gli studi esercitò la professione di medico condotto a Cavallino, dove conobbe e fu intimo amico di Sigismondo Castromediano, con cui condivideva gli stessi ideali antiborbonici e di libertà. Castromediano lo ricordò nelle sue memorie come "di simpatico aspetto, di franche e leali maniere, d'indole dolce e moderata, aveva studiato medicina e, tuttoché giovane, aveva cominciato con fausti auspicii la sua carriera".
Fervente mazziniano, fu tra i fautori dei moti rivoluzionari nel leccese e a Potenza, dove tentò di organizzare una fallimentare rivolta repubblicana. Contro di lui fu spiccato un mandato di arresto nel 1848 per cospirazione, venendo dato erroneamente per giustiziato; la madre sarebbe morta d'infarto non appena seppe la notizia. Come altri patrioti italiani, tra cui Niccolò Tommaseo, nel 1851 partì da Brindisi e si rifugiò prima a Corfù (allora protettorato britannico) e poi a Scutari (allora parte dell'Impero ottomano), facendo tappa a Durazzo, dove ottenne la riconoscenza di un bey dopo aver guarito la figlia gravemente malata; nel suo viaggio tra Corfù e Scutari ebbe come compagni l'avvocato Oronzio De Donno e Giuseppe Vittoli.
A Scutari godette della protezione del console britannico Spiridione Bonatti, di origini venete, e delle autorità ottomane, divenendo un rinomato medico. Fu chiamato ad assistere numerose personalità illustri e fu consultato dai colleghi austriaci giunti nel paese per studiare un'epidemia di colera scoppiata nei Balcani. Dopo il compimento dell'Unità d'Italia tornò in patria visitando Lecce e Torino, dove fu ricevuto dal re Vittorio Emanuele II che gli offrì cariche pubbliche e onorificenze, ma decise di rimanere in Albania. Nel paese delle due aquile si sposò nel 1856 con Elena Bonatti, figlia di Spiridione morta nel 1871, ed ebbe almeno tre figli: Attilio, Emilio e Giacinto, quest'ultimo padre di Gennaro, Guglielmo, Ernesto, Amelia, Gildo e Umberto; a Scutari fu poi raggiunto dal padre Giacinto, che vi morì e vi fu sepolto nel 1859. Fu inoltre stretto amico del fotografo Pietro Marubi, connazionale esule a Scutari, ebbe una corrispondenza epistolare con Giuseppe Mazzini e partecipò alla Lega di Prizren.
Morì a Scutari il 9 aprile 1880 in seguito ad una grave polmonite, contratta durante un viaggio a cavallo per assistere un paziente. Dopo la sua morte la città era in lutto e al suo funerale avrebbero preso parte molti cittadini oltre che autorità governative, ecclesiastiche e consolari. I figli tornarono in Italia e la casa di famiglia a Scutari fu distrutta nel 1912 durante la prima guerra balcanica. Le sue ceneri e quelle della moglie sono conservate nella tomba di famiglia del cimitero di Monteroni di Lecce, dove sono state trasferite negli anni 1960.